# Cichiro
Nella mitologia greca, Cichiro era il nome del figlio del re della Caonia.

## Il mito
Vi erano due giovani innamorati, Antippe e un ragazzo di cui il nome non è riportato nelle fonti. Tale coppia di nascosto dai loro genitori (la donna era di origine nobili l'uomo no), si incontrarono in un bosco. Proprio in quel momento passava per caso Cichiro alle prese con una pantera che inseguiva, si avvicinò abbastanza alla coppia per farli insospettire e nascondere, soltanto che il cacciatore pensava che Antippe fosse proprio l'animale a cui stava dando la caccia, lesto scagliò la sua lancia e trafisse la donna. Cichiro pensando che avesse ucciso l'animale si avvicinò e quando comprese cosa avesse fatto fuggì via in preda alla follia, salito sul suo cavallo  si diresse contro una roccia e morì

## Pareri secondari
Si racconta che furono erette delle mura nel luogo dove morì Cichiro e venne fondata una città con il suo nome.

### Fonti
- Partenio, Passioni d'amore 32

### Moderna
- Luisa Biondetti, Dizionario di mitologia classica, Milano, Baldini&Castoldi, 1997, ISBN 978-88-8089-300-4.
- Pierre Grimal, Enciclopedia della mitologia 2ª edizione, Brescia, Garzanti, 2005, ISBN 88-11-50482-1. Traduzione di Pier Antonio Borgheggiani